# كيفن يونغ (لاعب كرة قدم)
كيفن يونغ (بالإنجليزية: Kevin Young)‏ (12 أغسطس 1961 بسندرلاند في المملكة المتحدة - ) هو لاعب كرة قدم بريطاني في مركز الوسط. لعب مع بورت فايل ونادي أوترخت ونادي بوري ونادي بيرنلي ونادي توركي يونايتد وMurton A.F.C. ‏.